# لیک تکاویتا، میزوری
لیک تکاویتا (به انگلیسی: Lake Tekakwitha) یک روستا در ایالات متحده آمریکا است که در شهرستان جفرسون، میزوری واقع شده‌است. لیک تکاویتا ۲۵۴ نفر جمعیت دارد و ۱۶۶٫۱۲ متر بالاتر از سطح دریا واقع شده‌است.